# Sequoia sempervirens

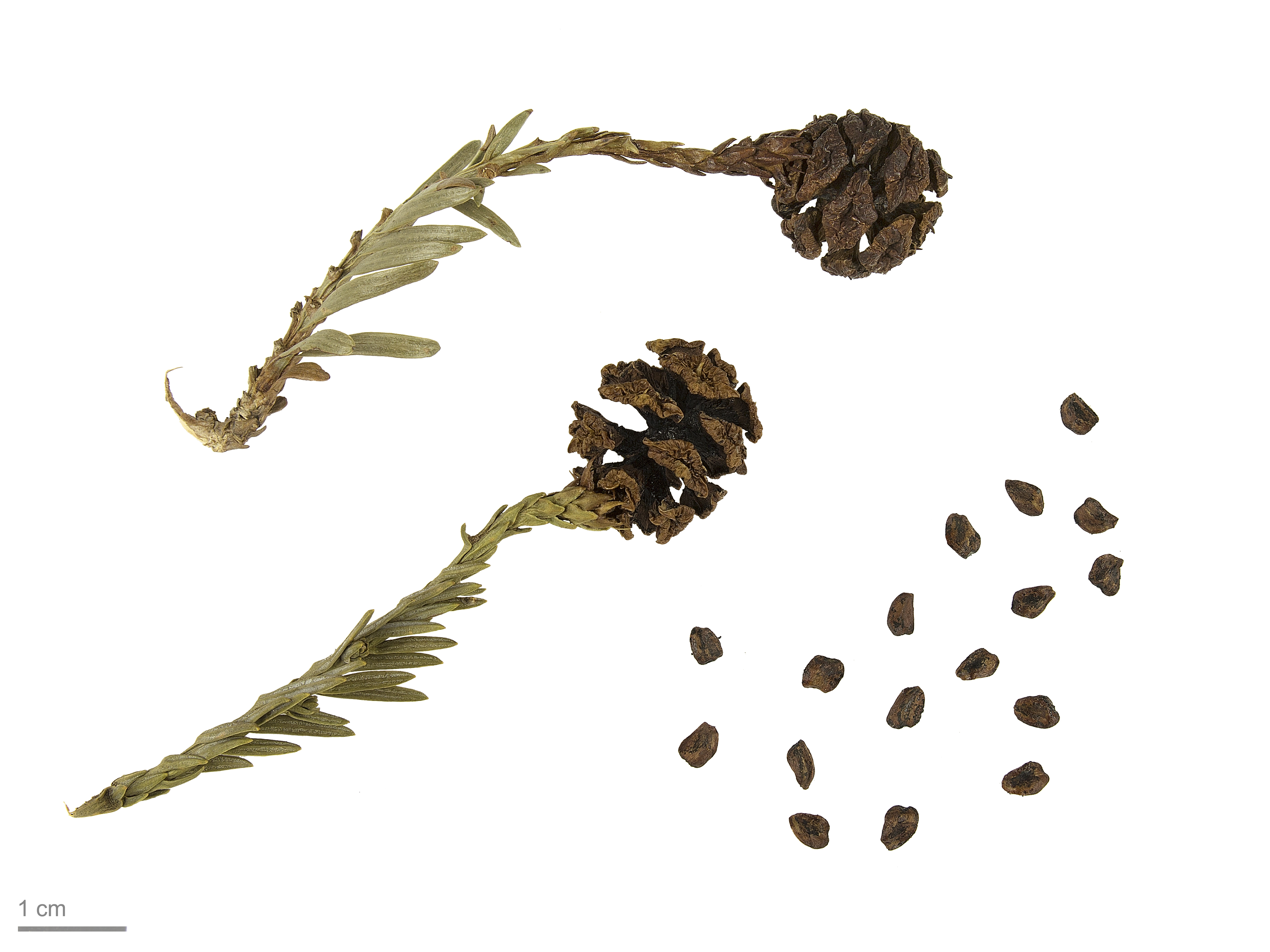
Quả và hạt Sequoia sempervirens

Sequoia sempervirens (/səˈkwɔɪ.ə ˌsɛmpərˈvaɪrənz/) còn gọi là hồng sam là một loài thực vật hạt trần trong họ Cupressaceae. Loài này được David Don mô tả cho khoa học đầu tiên vào năm 1847. Hồng sam thuộc loài cây mọc cao nhất trên Trái Đất, có thể đạt chiều cao 115,5 mét (không tính phần rễ); đường kính thân cây lên đến 8,9 mét nếu đo ở gốc khoảng tầm ngực người. Loài cây này cũng là một trong số những sinh vật sống lâu nhất trên địa cầu, trung bình sống 800-1.500 năm tuổi. Có cây hơn 2000 năm.
Thuở sơ khai, trước khi khai thác và khai thác gỗ thương mại bắt đầu vào thập niên 1850, loài cây khổng lồ này đã mọc tự nhiên với ước tính 810.000 hécta (2.000.000 mẫu Anh), mọc phủ dọc vùng duyên hải từ Oregon xuống bắc và trung phần California với diện tích khoảng 2.100.000 mẫu Anh (8.500 km vuông). Miền nam California thì vắng bóng hồng sam vì vũ lượng thấp, không đủ để cây phát triển. Từ khoảng giữa thế kỷ 19 trở đi, rừng hồng sam bị con người khai thác đẵn cây lấy gỗ khá quy mô. Những khu rừng nguyên thủy nay còn rất ít. Khoảng 70% cây cổ thụ đã bị triệt hạ vì tác động con người hoặc biến động môi sinh đã giết cây.